# Nigel Bruce

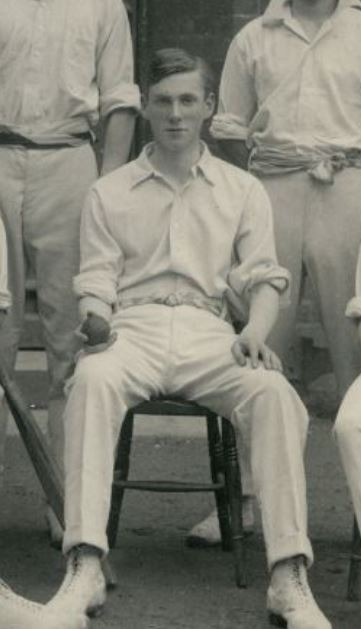
Nigel Bruce im Cricketteam der Abingdon School 1912

William Nigel Ernle Bruce (4. September 1895 in Ensenada, Baja California, Mexiko – 8. Oktober 1953 in Los Angeles, Kalifornien) war ein britischer Schauspieler, der vor allem durch seine Auftritte als Dr. Watson neben Basil Rathbone in insgesamt 14 Sherlock-Holmes-Filmen zwischen 1939 und 1946 bekannt wurde. Der Charakterdarsteller war vor allem auf die Darstellung etwas trotteliger, aber gutmütiger Engländer spezialisiert.

## Leben und Karriere
Nigel Bruce wurde in Mexiko, wo seine Eltern auf Urlaub waren, als Sohn des Ingenieurs Sir William Bruce, 10. Baronet (1856–1912) und seiner Frau Angelica († 1917) geboren. Er entstammt väterlicherseits einer Linie des schottischen Clan Bruce. Beim Tod seines Vaters, 1912, erbte sein älterer Bruder Michael dessen Adelstitel Baronet, of Stenhouse in the County of Clackmannan. Nigel Bruce besuchte die Grange School in Stevenage sowie die renommierte Abingdon School in Oxfordshire. Bei seinem Einsatz im Ersten Weltkrieg wurde Nigel Bruce 1914 in Frankreich schwer verwundet, sodass er den größten Teil der Kriegsjahre im Rollstuhl verbringen musste.
Im Mai 1920 begann seine Schauspielerkarriere zunächst auf der Theaterbühne, im Herbst desselben Jahres begleitete er das Schauspielerehepaar Henry V. Esmond und Eva Moore auf deren Tour in Kanada als Inspizient und Schauspieler. Acht Jahre später drehte der Theaterschauspieler seinen ersten Film in Großbritannien. 1934 zog er nach Hollywood um. Im Laufe seiner Karriere arbeitete er an mehr als 70 Filmen mit und trat an der Seite der großen Stars in allen Genres auf. Er spielte in Dramen (Kampf in den Bergen), Abenteuerfilmen (Der Verrat des Surat Khan), Kinderfilmen (Lassie: Heimweh) und Komödien (The Last of Mrs. Cheyney). Unter Regie von Charlie Chaplin spielte er 1952 in Rampenlicht die Rolle des Impresarios.
In der Regel belegte der etwas korpulente, ergraute Bartträger in Hollywood das Rollenfach von kumpelhaften, oftmals zerstreuten oder tollpatschigen Gentlemans. So setzte Alfred Hitchcock ihn 1940 in der Literaturverfilmung Rebecca gezielt als Comic Relief ein. Ein Jahr später drehte Bruce mit Verdacht erneut unter Regie von Hitchcock. Hier spielte er Gordon 'Beaky' Thwaite, den nett-naiven Freund von Cary Grant, der unter mysteriösen Umständen verstirbt.
1939 verkörperte Bruce erstmals die Rolle des Dr. Watson an der Seite von Basil Rathbone als Sherlock Holmes. Die Auftritte in Der Hund von Baskerville und Die Abenteuer des Sherlock Holmes wurden so große Erfolge, dass bis 1946 eine vierzehnteilige Filmserie entstand, jeweils mit Bruce in der Rolle des Dr. Watson. Einige beanstanden, dass der Dr. Watson aus den Büchern, obgleich zwar kein herausragender Detektiv, doch ein intelligenter und fähiger Charakter sei, er in der Verkörperung von Nigel Bruce jedoch einfältig und stümperhaft daherkomme und der Figur Dr. Watson daher nicht gerecht werden. Für andere war Bruce gerade aufgrund seiner Komik der ultimative Dr. Watson. Nigel Bruce spielte Dr. Watson ebenfalls in mehreren Radiohörspielen, auch hier zusammen mit Basil Rathbone.
Nigel Bruce war Mitglied im Hollywood Cricket Club, einem Cricketverein und Treffpunkt britischer Filmschaffender in Hollywood, und zeitweise dessen Kapitän der dortigen Cricket-Mannschaft. Er war von 1921 bis zu seinem Tod mit der britischen Schauspielerin Violet Campbell (1892–1970) verheiratet, mit der er zwei Töchter hatte. 1953 erlag er im Alter von 58 Jahren in Santa Monica, Kalifornien, einem Herzinfarkt. Seine Asche wurde in Los Angeles in der Chapel of the Pines Crematory beigesetzt. Sein letzter Film Menschenraub in Singapur (World for Ransom) wurde 1954 postum veröffentlicht.

## Filmografie (Auswahl)

### Filme als Dr. John Watson
In den deutschen Synchronfassungen, die vom Deutschen Fernsehfunk hergestellt wurden, sprachen Alfred Bohl in zehn und Hinrich Köhn in vier Filmen diese Rolle.
- 1939: Der Hund von Baskerville (The Hound of the Baskervilles)
- 1939: Die Abenteuer des Sherlock Holmes (The Adventures of Sherlock Holmes)
- 1942: Die Stimme des Terrors (Sherlock Holmes and the Voice of Terror)
- 1942: Die Geheimwaffe (Sherlock Holmes and the Secret Weapon)
- 1943: Verhängnisvolle Reise (Sherlock Holmes in Washington)
- 1943: Gespenster im Schloß (Sherlock Holmes Faces Death)
- 1944: Das Spinnennest (The Spider Woman)
- 1944: Die Kralle (The Scarlet Claw)
- 1944: Die Perle der Borgia (The Pearl of Death)
- 1945: Das Haus des Schreckens (The House of Fear)
- 1945: Die Frau in Grün (The Woman in Green)
- 1945: Gefährliche Mission (Pursuit to Algiers)
- 1946: Juwelenraub (Terror by Night)
- 1946: Jagd auf Spieldosen (Dressed to Kill)

### Weitere Filme
- 1932: Lord Camber’s Ladies – Regie: Benn W. Levy
- 1933: Ich war Spion (I Was a Spy) – Regie: Victor Saville
- 1934: Heiratsmarkt (Coming-Out Party) – Regie: John G. Blystone
- 1934: Wir senden Sonne (Stand Up and Cheer!) – Regie: Hamilton MacFadden
- 1934: Mörder in Trinidad (Murder in Trinidad) – Regie: Louis King
- 1934: Die Schatzinsel (Treasure Island) – Regie: Victor Fleming
- 1934: Die scharlachrote Blume (The Scarlet Pimpernel) – Regie: Harold Young
- 1935: Jahrmarkt der Eitelkeiten (Becky Sharp) – Regie: Rouben Mamoulian
- 1935: She – Herrscherin einer versunkenen Welt (She) – Regie: Lansing C. Holden
- 1935: Der Mann, der die Bank von Monte Carlo sprengte (The Man Who Broke the Bank at Monte Carlo) – Regie: Stephen Roberts
- 1936: Kampf in den Bergen (The Trail of the Lonesome Pine) – Regie: Henry Hathaway
- 1936: Unter zwei Flaggen (Under Two Flags) – Regie: Frank Lloyd
- 1936: The White Angel – Regie: William Dieterle
- 1936: Der Verrat des Surat Khan (The Charge of the Light Brigade) – Regie: Michael Curtiz
- 1937: The Last of Mrs. Cheyney – Regie: Richard Boleslawski
- 1938: Suez – Regie: Allan Dwan
- 1939: Nacht über Indien (The Rains Came) – Regie: Clarence Brown
- 1940: The Blue Bird – Regie: Walter Lang
- 1940: Rebecca – Regie: Alfred Hitchcock
- 1940: Lillian Russell – Regie: Irving Cummings
- 1940: Susan und der liebe Gott (Susan and God) – Regie: George Cukor
- 1940: Ein Mann mit Phantasie (A Dispatch from Reuters) – Regie: William Dieterle
- 1941: Trapper des hohen Nordens (Hudson’s Bay) – Regie: Irving Pichel
- 1941: This Woman Is Mine – Regie: Frank Lloyd
- 1941: Verdacht (Suspicion) – Regie: Alfred Hitchcock
- 1942: Roxie Hart – Regie: William A. Wellman
- 1942: Margaret aus London (Journey for Margaret) – Regie: W. S. Van Dyke
- 1943: Auf ewig und drei Tage (Forever and a Day) – Regie: Edmund Goulding und Cedric Hardwicke
- 1943: Heimweh (Lassie Come Home) – Regie: Fred M. Wilcox
- 1944: Zigeuner-Wildkatze (Gypsy Wildcat) – Regie: Roy William Neill
- 1944: Der Pirat und die Dame (Frenchman’s Creek) – Regie: Mitchell Leisen
- 1945: Das grüne Korn (The Corn Is Green) – Regie: Irving Rapper
- 1947: Die zwei Mrs. Carrolls (The Two Mrs. Carrolls) – Regie: Peter Godfrey
- 1947: Der Verbannte (The Exile) – Regie: Max Ophüls
- 1948: Die unvollkommene Dame (Julia Misbehaves) – Regie: Jack Conway
- 1950: Vendetta – Regie: Mel Ferrer
- 1952: Hongkong (Hong Kong) – Regie: Lewis R. Foster
- 1952: Rampenlicht (Limelight) – Regie: Charles Chaplin
- 1952: Bwana, der Teufel (Bwana Devil) – Regie: Arch Oboler
- 1954: Menschenraub in Singapur (World for Ransom) – Regie: Robert Aldrich